# Utebo
Utebo es una villa y municipio español de la provincia de Zaragoza, en la comunidad autónoma de Aragón. El término municipal, ubicado en la Comarca Central, de la que es capital, tiene una población de 19 022 habitantes (INE 2024), siendo el tercero más poblado de la provincia tras la capital provincial y Calatayud, además de la quinta localidad más poblada de la comunidad autónoma.

## Geografía
Integrado en la comarca Central de Aragón, se sitúa a 12 kilómetros del centro de la capital aragonesa. El término municipal está atravesado por la autopista Vasco-Aragonesa (AP-68), por la autovía alternativa a la de peaje (autovía A-68) y por la carretera N-232 entre los pK 251 y 253. Además, una carretera local permite la comunicación con el barrio rural de Garrapinillos. 
El municipio se asienta en la margen derecha del río Ebro. Su término municipal es prácticamente llano y el 67 % del término pertenece a tierras de cultivo, de las cuales el 70 % son de regadío, suministrado por las acequias del río Ebro, del Jalón y del Canal Imperial de Aragón. La población de Utebo se encuentra repartida en tres núcleos: el Casco Antiguo, El Monte (zona desarrollada a partir de la década de los 40 del siglo XX) y el Barrio de Malpica (limítrofe con el barrio rural de Casetas, este último perteneciente a Zaragoza). La altitud oscila entre los 220 metros al sur y los 200 metros a orillas del río. El casco urbano se alza a 207 metros sobre el nivel del mar.
Es sede de la Comarca Central de Aragón, siendo el municipio más poblado de la misma solo por detrás de la capital aragonesa, Zaragoza.
| Noroeste: Sobradiel | Norte: Zaragoza | Noreste: Zaragoza |
| Oeste: Zaragoza     |                 | Este: Zaragoza    |
| Suroeste: Zaragoza  | Sur: Zaragoza   | Sureste: Zaragoza |

## Historia
El topónimo Utebo proviene del latín «Octavus». El origen romano del municipio se relaciona con la fundación de Caesar Augusta (Zaragoza), entre el 24 y el 13 a. C. El gobierno romano tenía un enorme interés en la buena comunicación entre sus provincias a través de una amplia red de calzadas, que iban marcadas con unas piedras —miliarios— que indicaban distancias. Los miliarios iban numerados con números ordinales, numeración que subsiste en el nombre de varios municipios; Utebo, concretamente, se situaba en la octava milla entre Caesar Augusta y Cascantum.
Tras la Reconquista de Zaragoza por Alfonso I el Batallador en 1118, toda la zona de influencia de la ciudad pasa a formar parte de los reinos cristianos. Se menciona a Utebo en documentos oficiales de 1131, 1133 y 1158, ya que formaba parte de la llamada «Dominicatura de Zaragoza», compuesta por quince pueblos sometidos a la ciudad en los aspectos político, judicial y de organización interna. En 1371 un documento conservado en el Pilar deja constancia de que varias propiedades de Utebo pertenecen a la abadía cisterciense del Monasterio de Nuestra Señora de Rueda. En aquella época la población del municipio era de unos 115 habitantes.
En el siglo XVI tiene lugar la huida del joven Justicia Juan V de Lanuza y de otros nobles afectados a Utebo durante las Alteraciones de Aragón de 1591, antes de ser apresado por las tropas de Felipe II.
La Guerra de la Independencia parece venir acompañada por el total abandono del pueblo en 1808. Hacia mediados del siglo XIX el lugar contaba con una población censada de 248 habitantes. La localidad aparece descrita en el decimoquinto volumen del Diccionario geográfico-estadístico-histórico de España y sus posesiones de Ultramar de Pascual Madoz de la siguiente manera:

UTEBO: l. con ayunt. de la prov., part. jud., aud. terr. y dióc. de Zaragoza (3 horas), c. g. de Aragon. sit. á la der. del r. Ebro en la carretera de Navarra: le baten con frecuencia los vientos del N.; su clima es algo húmedo, y las enfermedades mas comunes intermitentes. Tiene 102 casas, inclusas la de ayunt. y cárcel; escuela de niños á la que concurren 36, dotada con 1,920 rs.; otra de niñas asistida por 32, y 320 rs. de dotacion; igl. parr. (Sta. Maria) de entrada, servida por un cura de provision real ó del ordinario, segun el mes de la vacante, y un capellan de patronato municipal, y una ermita dedicada á San Ginés, unida al cementerio sit. á 1/2 cuarto de hora del pueblo. Confina el térm. por N. con el r. Ebro; E. Monzalbarba; S. el Canal imperial, y O. Las Casetas; su estension de N. á S. es de 1 1/2 leg. y 1/2 de E. á O.: en su radio comprende algunas alamedas; canteras de yeso; una deh. cerca del Ebro, llamada del Tiemblo, y varios prados naturales que crian junco y yerbas. El terreno es regadio de buena calidad, bañado por el r. Ebro y los arroyos Almazora y Centen; este toma las aguas del r. Jalon, de que se sirven también los vec. para sus usos. Los caminos conducen á Sobradiel, Las Casetas, Monzalbarba, cruzando la carretera de Navarra, en regular estado. El correo se recibe de Zaragoza por el corredor del pueblo, tres veces á la semana. prod.: trigo, cebada, maíz, judias, patatas, melones, lino y uva: mantiene ganado lanar, vacuno y cab aliar; hay caza de codornices, y pesca de anguilas. ind.: la agrícola, y un molino harino. pobl.: 123 vecinos, 585 alm. cap. prod.: 1.110,000 rs. imp.: 89,000. contr.: 16,340.
(Madoz, 1849, p. 239)

En 1906 se produce el deslinde y comienza la andadura de Utebo como municipio independiente.

## Demografía
Utebo cuenta con una población de 19 022 habitantes (INE 2024).
| Gráfica de evolución demográfica de Utebo entre 1842 y 2021                                                         |
| |
| Población de derecho según los censos de población del INE Población de hecho según los censos de población del INE |

En 2020 la población del municipio ascendía a 18 822 habitantes, lo que implica que desde 1910 —cuando contaba con solo 1792 habitantes—, su población se ha multiplicado por más de diez.

## Economía
Agricultura e industria son las principales actividades económicas.
Los cultivos más importantes son los hortícolas, maíz y cereales.
Utebo cuenta con una zona industrial al pie de la carretera N-232, entre Zaragoza y el barrio de Casetas.
En esta zona existen cinco polígonos industriales: El Águila, La Casaza, La Estación, San Indelfonso y Utebo, siendo el último el de mayor superficie.
La industria no está excesivamente especializada, con actividades de metalurgia, construcción, obtención de productos químicos, muebles y alimentarias.

### Comercio
En Utebo se ha creado una feria de comercio, la Feria Mudéjar, para poder reunir de una manera única todos los comercios de Utebo y darlos a conocer a visitantes de toda la comarca. 
Además, recientemente, ha desarrollado un directorio web que pretende unificar los negocios del pueblo y darles mayor visibilidad en internet, para apoyarlos en el proceso de digitalización.

## Servicios

### Seguridad
Además de Policía Local, la localidad cuenta con dependencias policiales de la Guardia Civil, cuerpo dependiente del Ministerio del Interior responsable de garantizar la seguridad ciudadana. 

### Transporte
La localidad, perteneciente y mayor núcleo de población del área metropolitana de Zaragoza, está bien conectada a la ciudad mediante tres medios de transporte principales: carretera, tren y autobús.

#### Carretera
Utebo se encuentra franqueado por la autovía del Ebro (A-68), desde la que se puede acceder directamente al municipio (Salidas 249 y 252 en sentido Logroño/Pamplona y Salida 252 en sentido Zaragoza).
Por el norte del municipio se encuentra la autopista Vasco-Aragonesa (AP-68), también denominada carretera europea E-804, aunque desde ésta no se puede acceder directamente a Utebo. Si se llega al municipio por esta vía, dirección Zaragoza, se debe abandonar la autopista en la salida 20 ubicada en Alagón y continuar por la A-68. Si se accede dirección contraria, Logroño/Bilbao, se puede utilizar la N-232.
N-232, carretera de Logroño. Atraviesa la localidad desde el kilómetro 250 hasta el 253. Permite el acceso a la ciudad y se puede acceder a ella desde la A-68 antes citada. La velocidad de la carretera está limitada a 50 km/h. Los kilómetros 250 a 252 pertenecen a la Red de Carreteras del Estado, mientras que el kilómetro 252 a 253 pertenecen al municipio.

#### Tren
La línea C-1 de Cercanías Zaragoza, ferrocarril suburbano, posee una estación en el pueblo, Utebo-Pueblo, que lo comunica directamente con la estación intermodal Zaragoza-Delicias y otras estaciones del centro de la ciudad, si se coge en dirección Miraflores. Existe una estación entre Utebo-Pueblo y la siguiente, Zaragoza-Delicias, denominada Utebo-Monzalbarba, que dejó de prestar servicio hace más de una década, considerándose la única estación fantasma del núcleo de Cercanías zaragozano.

#### Autobús
La línea 602 (Zaragoza-Monzalbarba-Alfocea-Utebo) del CTAZ, Consorcio de Transportes del Área de Zaragoza, conecta Utebo con el centro de la ciudad, siendo la última parada en el Paseo María Agustín, una de las principales avenidas de Zaragoza, desde donde se puede hacer transbordo con la L1 del Tranvía en la estación Plaza Aragón.
La línea 603 (Zaragoza-Casetas) del CTAZ no recorre el casco urbano de Utebo, aunque posee dos paradas principales en el término municipal, además de las ubicadas a lo largo de la N-232, que dan servicio a los polígonos industriales allí asentados. 
La línea N-63 (Zaragoza-Monzalbarba-Utebo-Casetas) del CTAZ recorre el casco urbano de Utebo, posee cuatro paradas principales en el término municipal, además de las ubicadas a lo largo de la Ctra. Logroño, que dan servicio a los polígonos industriales allí asentados este bus tiene la peculariedad en su horario de viernes y sábados cada hora y media a partir del último 603.

## Administración y política

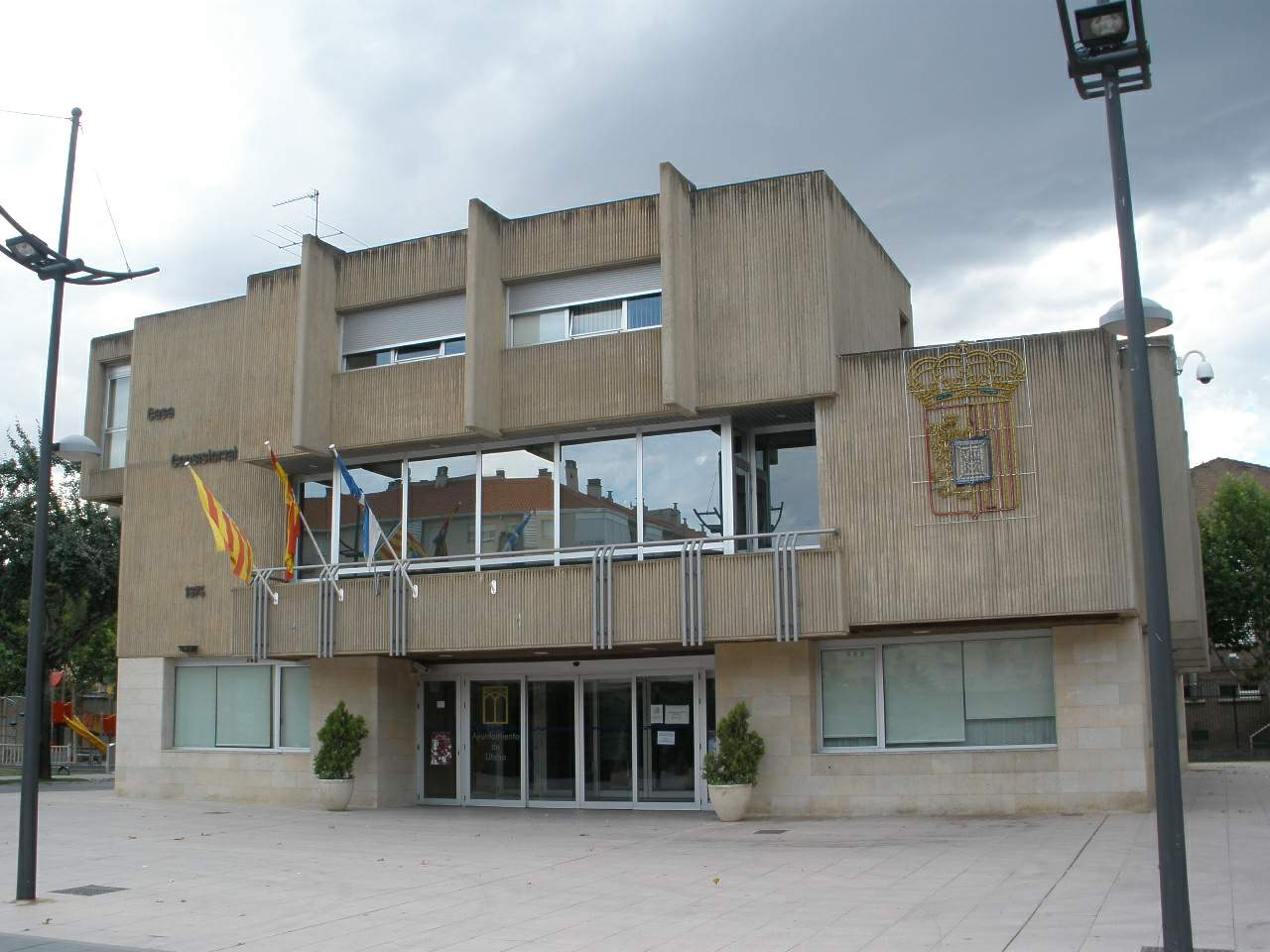
Ayuntamiento de Utebo

| Periodo   | Nombre                            | Partido | Partido                                            |
| --------- | --------------------------------- | ------- | -------------------------------------------------- |
| 1979-1983 | Carlos B. del Río Ruiz            |         | Partido de los Socialistas de Aragón (PSOE-Aragón) |
| 1983-1987 | Carlos B. del Río Ruiz            |         | Centro Democrático y Social (CDS)                  |
| 1987-2007 | Pascual Abós Val                  |         | Partido de los Socialistas de Aragón (PSOE-Aragón) |
| 2007-2019 | Carmelo Miguel Dalmau Blanco      |         | Partido de los Socialistas de Aragón (PSOE-Aragón) |
| 2019-2023 | Gema Gutiérrez Valdivieso         |         | Partido de los Socialistas de Aragón (PSOE-Aragón) |
| 2023-act. | María Jesús Sariñena Anchelergues |         | Partido Popular de Aragón (PP)                     |

| Partido político    | Partido político                                   | 2003   | 2007   | 2011   | 2015   | 2019   | 2023   |
| Partido político    | Partido político                                   | Ediles | Ediles | Ediles | Ediles | Ediles | Ediles |
|                     | Partido Popular de Aragón (PP)                     | 4      | 5      | 7      | 5      | 3      | 7      |
|                     | Partido de los Socialistas de Aragón (PSOE-Aragón) | 9      | 7      | 7      | 6      | 7      | 4      |
|                     | Federación de los Independientes de Aragón (FIA)   | —      | —      | —      | —      | 1      | 2      |
|                     | Vox                                                | —      | —      | —      | —      | 1      | 2      |
|                     | Izquierda Unida (IU)                               | 1      | 1      | 2      | 3      | 2      | 2      |
|                     | Ciudadanos (CS)                                    | —      | —      | —      | 2      | 3      | 0      |
|                     | Chunta Aragonesista (CHA)                          | 2      | 2      | 1      | 1      | 0      | 0      |
|                     | Partido Aragonés (PAR)                             | —      | 1      | 2      | 0      | 0      | 0      |
| Total de concejales | Total de concejales                                | 17     | 17     | 17     | 17     | 17     | 17     |

## Patrimonio

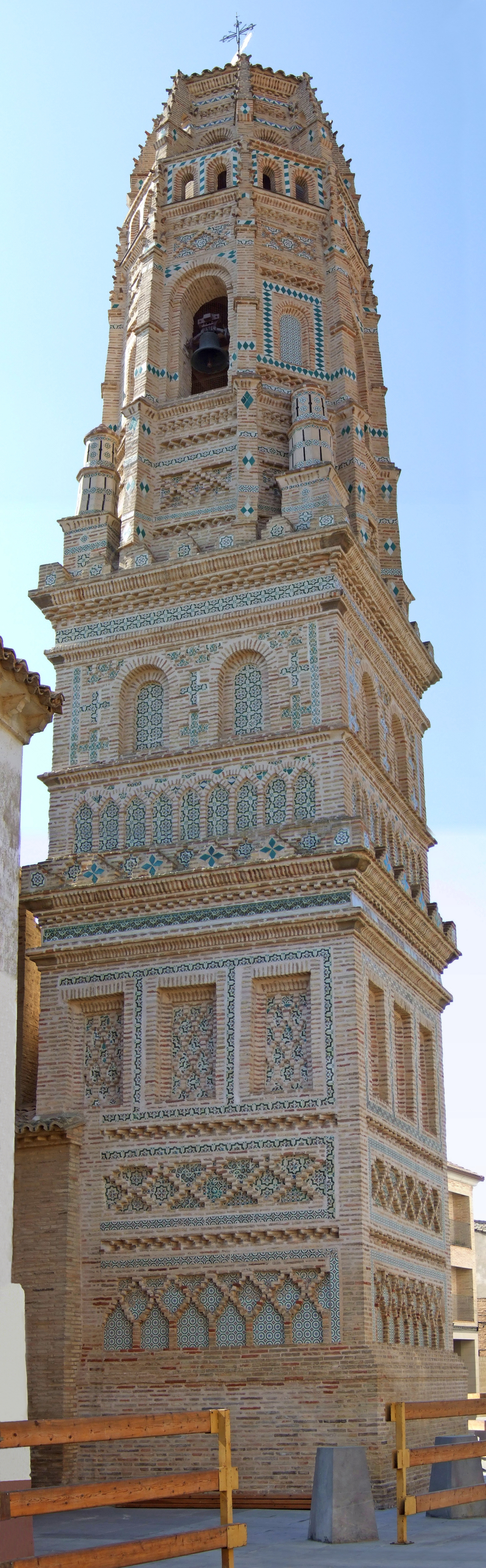
Torre mudéjar de la Iglesia de la Asunción de Nuestra Señora

### Iglesia de la Asunción de Nuestra Señora
La iglesia de la Asunción de Nuestra Señora fue construida en dos fases, la primera en el siglo XVI en estilo gótico-mudéjar y la segunda durante el siglo XVIII ya en estilo barroco.
Cuenta con una bella torre mudéjar, denominada «Torre de los Espejos», por sus adornos de cerámica con más de 8000 azulejos. Considerada una de las más hermosas de Aragón, está representada en el Pueblo Español de Barcelona.
En el interior del templo, el retablo mayor, de madera dorada, está dedicado a la Virgen. Se trata de una obra barroca-rococó del siglo XVIII. Existen otros dos retablos dedicados a la Inmaculada y al Sagrado Corazón.

### Arquitectura civil
En el casco antiguo de Utebo existen varias casas de ladrillo de tres plantas, con portada de acceso en arco carpanel, galerías de huecos adintelados en el piso superior, además de aleros en ladrillo, madera o teja. De gran interés son algunas casas-palacio pertenecientes a los siglos XVI y XVII, entre las que se encuentran el gran edificio de la Callejuela o el de la calle del Hospital.

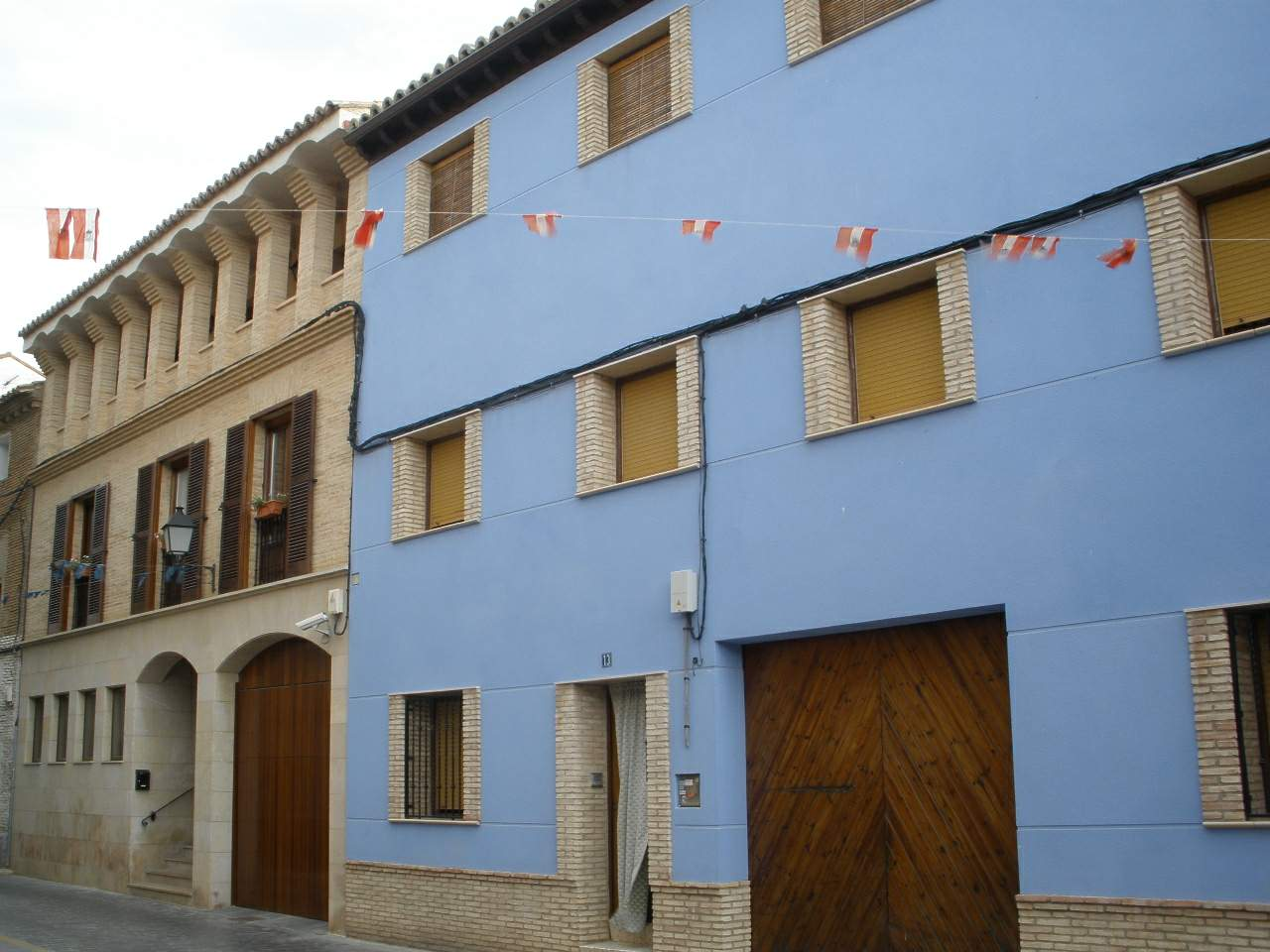
Casas de ladrillo

En el camino de la estación se encuentra el edificio que albergó la empresa Maquinaria y metalurgia Aragonesa más conocido como La fundición, donde se hacía maquinaria para azucareras reparación de locomotoras,reguladores hidráulicos, llaves hidráulicas, etc. fue construido en 1902, junto al edificio se construyó una capilla para los trabajadores.
Asimismo, en la plaza de la Constitución encontramos los singulares edificios del Ayuntamiento, la biblioteca municipal y el Centro Cultural «El Molino».
Este último se sitúa sobre los restos del antiguo Molino de Utebo, la única edificación antigua situada en El Monte. Dicho molino, que aparece en los planos antiguos de Utebo, se utilizó para la producción de harina, pasando en el siglo XX a un uso mixto de molino harinero y central de producción de energía hidroeléctrica.

### Escultura

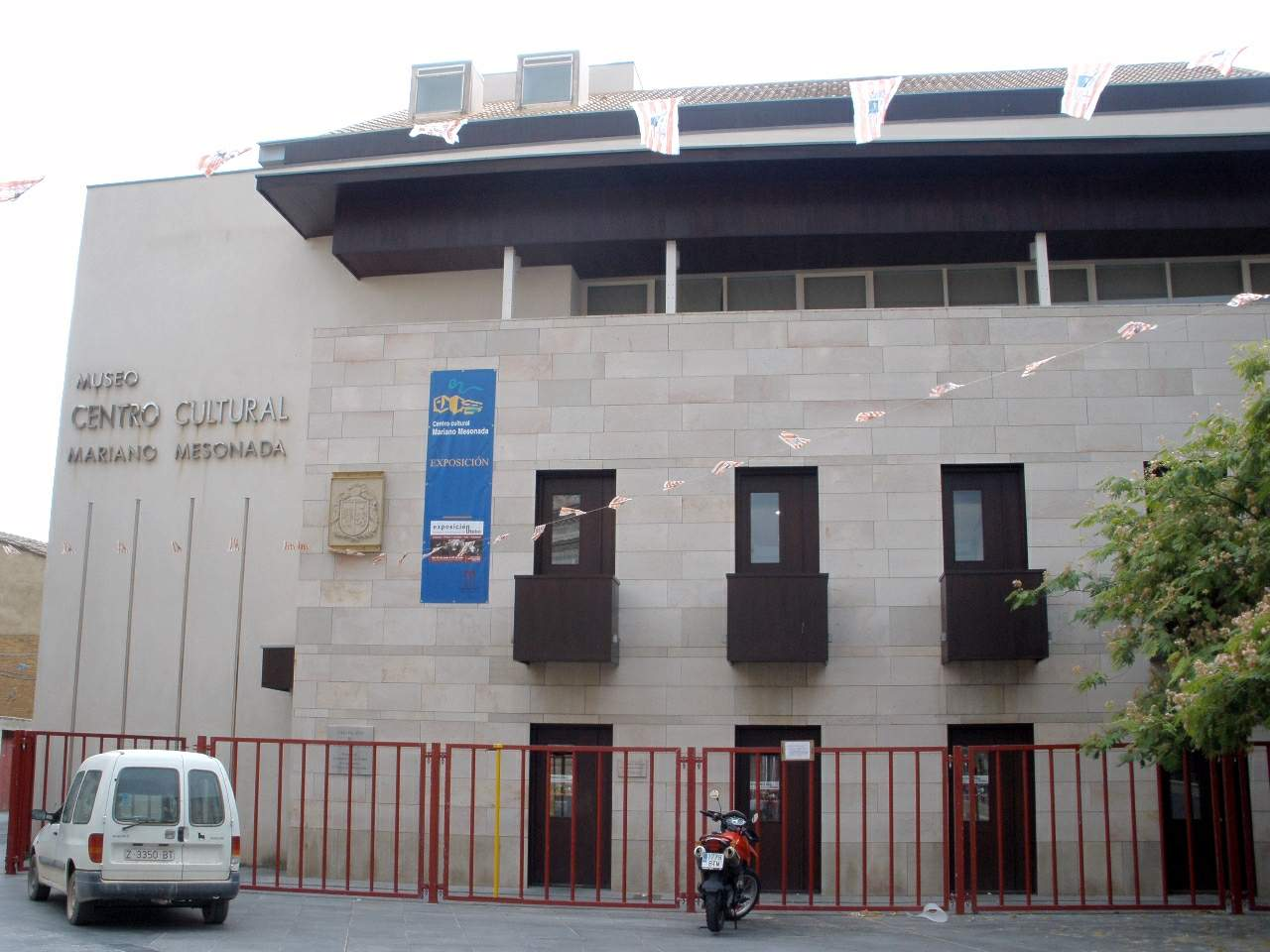
Museo Centro Cultural Mariano Mesonada

A nivel escultórico, destaca la obra Monumento a los Caídos de Julio Tapia Gasca. Realizada en 1990, consta de dos figuras de hombre invertidas.
En el Parque de Las Fuentes se pueden ver las esculturas La ventana (J. Casamayor, 2005) y Tira e molla (L. Cumbo, 2005), obra que representa una mano de un niño sosteniendo una pinza. En el mismo parque se puede visitar el Espacio Joven —premio Ricardo Magdalena 1996—, así como ejemplos de arquitectura industrial.
En el entorno de la plaza Castilla se encuentra la escultura Horizontes, de Verónica Fonzó (2006).

### Patrimonio cultural
Utebo cuenta con un museo-centro cultural denominado «Centro Cultural Mariano Mesonada». Alberga el Museo Orús, donde se expone la obra pictórica de José Orús, aglutinando una completa colección de este artista aragonés. Estructurada por etapas, consigue efectos ópticos y lumínicos especiales gracias a un cuidado estudio de luces.

## Fiestas patronales
- Fiestas de San Lamberto, el 19 de junio.
- Fiestas de San Juan, el 23 de junio.
- Fiestas de Santa Ana, el 26 de julio.
- Fiestas de San Roque, el 16 de agosto.

## Hermanamientos
- Plaisance (Francia)